# Солуянова, Светлана Юрьевна
Светла́на Ю́рьевна Солуя́нова (род. 21 сентября 1994, Димитровград, Ульяновская область) — российская спортсменка-боксёр, выступающая во втором наилегчайшем весе. Мастер спорта России международного класса. Член сборной России по боксу, участница Олимпийских игр 2020 года, серебряный призёр Европейских игр (2019), чемпионка Европы (2018), трёхкратная чемпионка России (2012, 2018, 2020), бронзовый призёр чемпионатов России (2013, 2016, 2017, 2019). Победительница молодёжного чемпионата Европы (2012), победительница международного турнира по боксу — XII силезского чемпионата по боксу среди женщин (2017, Гливице, Польша). В 2018 году вошла в состав номинаток на премию «Спортсменка года» по версии журнала «Glamour».
Тренируется под руководством тренера сборной Ульяновской области по боксу Айрата Юлбарсовича Богданова.

## Биография
Светлана начала заниматься боксом в возрасте 13-ти лет. До 9-го класса Светлана также училась в музыкальной школе по классу гармони, но по окончании музыкальной школы сделала выбор в пользу бокса.

## Любительская карьера
В 2011 году Светлана впервые вошла в состав сборной России. В своей весовой категории Светлана превосходит соперниц в росте (175 см) и размахе рук, что дает ей возможность эффективно вести бой на дальней дистанции в стиле аутфайтер.

### Чемпионат России по боксу 2012 года
Первое серьёзное достижение Светланы в спортивной карьере — в возрасте 18 лет, впервые выступая во взрослой категории, выиграла чемпионат страны, который проходил в Оренбурге с 15 по 21 октября. В финальном поединке Светлана одержала победу над Викторией Кулешовой, бронзовым призёром прошлогоднего чемпионата России, представлявшей Московскую область.
- 1/8 финала. Победила Марину Хубулову — 16:4
- 1/4 финала. Победила Инну Лотс — 16:11
- 1/2 финала. Победила Ульяну Кошкарову — 15:6
- Финал. Победила Викторию Кулешову — 14:11

### IV молодежный чемпионат Европейской Конфедерации бокса 2012 года
После победы на молодёжном первенстве страны, а затем и на взрослом чемпионате России, Светлана отправилась на европейское юниорское первенство, проходившее во Владыславово (Польша) в ноябре. По итогам трёх поединков, Светлана завоевала чемпионский титул, победив в финальном бою соперницу из Турции со счетом 12:8. Светлана была признана лучшей спортсменкой турнира и отмечена кубком.

### VII чемпионат мира по боксу среди студентов 2016 года
На чемпионате мира по боксу среди студентов, проходившем в Чиангмай (Таиланд) с 3 по 8 октября, Светлана завоевала бронзовую медаль, уступив в полуфинале сопернице из Таиланда со счётом 1:2.

### Международный турнир по боксу — XII силезский чемпионат по боксу среди женщин 2017 года
На 12-м силезском чемпионате по боксу среди женщин, прошедшем в городе Гливице (Польша) c 5 по 9 сентября, Светлана завоевала золотую медаль, победив в финале со счетом 5:0 четырёхкратную чемпионку Казахстана и двукратную чемпионку мира Назым Казыбай.

### Чемпионат России по боксу 2018 года
На прошедшем с 19 по 25 марта в Улан-Удэ чемпионате страны среди женщин, Светлана завоевала золотую медаль, победив в финале чемпионку мира и четырёхкратную чемпионку России Александру Кулешову.

### Чемпионат Европы по боксу 2018 года
На 11-м женском чемпионате Европы по боксу, проходившем в Софии (Болгария) с 5 по 12 июня, Светлана завоевала чемпионский титул, победив в финальном поединке турчанку Бусеназ Чакироглу.
- 1/16 финала. Победила Нину Радованович (Сербия) — 4:1
- 1/8 финала. Победила десятикратную чемпионку Украины, чемпионку Европы 2009 г. Татьяну Коб (Украина) — 5:0
- 1/4 финала. Победила Веронику Лосвик (Норвегия) — 5:0
- 1/2 финала. Победила Габриэлу Димитрову (Болгария) — 4:1
- Финал. Победила Бусеназ Чакироглу (Турция) — 3:2

### Чемпионат мира по боксу 2018 года
На 10-м чемпионате мира по боксу среди женщин в Индии, в поединке 1-го раунда (1/32 финала), 15 ноября 2018 года, Светлана уступила опытной спортсменке из Казахстана Жайне Шекербековой и завершила выступление на мировом первенстве.

### II Европейские игры 2019 года
На II Европейских играх 2019 Светлана заняла второе место.
19 июля 2019 года Светлане Солуяновой был вручен сертификат посла I Всемирного фестиваля боевых искусств ТАФИСА.

### Олимпийские игры 2020 года
В июне 2021 года прошла квалификацию на Олимпийские игры 2020 года.
И в июле 2021 года участвовала в Олимпийских играх в Токио, но в 1/16 финала проиграла со счётом 2:3 боксёрше из США Вирджинии Фукс.

## Личная жизнь
Светлана училась в Ульяновском государственном университете на юридическом факультете и на факультете физической культуры и реабилитации. Любит играть на гитаре, сочиняет и исполняет песни.